# ماریانا لیزورکینا
ماریانا لیزورکینا (به انگلیسی: Marina Lizorkina) (زاده ۹ ژوئن ۱۹۸۳) خواننده روس است.
او قبلاً عضو گروه سربرو بود.